# Ambigram

Ett ambigram med texten ambigram.

Ambigram / Wikipedia.

Ett ambigram är en fras, ett ord eller logotyp, skrivet med en symmetri som gör att det går att läsa även upp och ner eller spegelvänt. Den vända versionen kan antingen vara samma ord eller ett annat ord. Det finns även ambigram som kan uttolkas på två olika sätt utan att man vänder på dem, exempelvis genom att man tolkar förgrunden eller bakgrunden som bokstäver eller genom att bokstäverna ritats på ett tvetydigt sätt.
Den vanligaste formen av ambigram är sådana som man vänder upp och ned. Spegelvändningar är mindre vanliga, delvis eftersom det innebär en svårare utmaning att designa dem, men också för att det är mer tacksamt påtagligt att vrida en design upp och ned än att läsa den spegelvänt. Att formge ambigram är inte fullt så svårt som det först kan verka, men det som krävs för att göra en bra design är ett intresse och ett öga för bokstavsformer, en kombination av språklig och visuell fantasi samt en stor portion envishet. Vissa ord låter sig ganska naturligt omformas till lättlästa ambigram, medan andra kan kräva mer arbete och/eller tvinga in designen i en mer svårläst form.
Ambigram konstruerade av John Langdon (se nedan) förekommer som ett bärande inslag i boken Änglar och demoner av Dan Brown. En annan berömd designer av ambigram är Scott Kim. John Langdon och Scott Kim har båda skrivit böcker i ämnet. Dessa innehåller förutom en rad goda exempel även en hel del tips för konstruktion av ambigram.
Ambigram är ett slags förening av språkliga pussel som anagram och palindrom med visuella pussel som illusioner och fixeringsbilder. Det är en relativt ny företeelse inom konst och design. Det går att hitta spridda historiska exempel på ambigram eller symmetriska designer som nästan är ambigram, men företeelsen som sådan tycks inte ha uppstått som en egen designriktning förrän i och med 1970-talets nyvaknade intresse för nyskapande bokstavsformer. En tidig artist, eventuellt den första, var Robert Petrick, men andra artister har förmodligen upptäckt ambigram oberoende av honom.
Några ambigram på svenska är bod (spegelvänt), KOKBOK (spegelvänt upp och ned) och snus (uppochnedvänt). Då det första B:et är spegelvänt popgruppen Abbas logotyp AᗺBA, gör det till ett ambigram (spegelvänt).